# エリザベス・コンプトン (ノーサンプトン伯爵夫人)
ノーサンプトン伯爵夫人および第14代チャートリーのフェラーズ女男爵エリザベス・コンプトン（英語: Elizabeth Compton, Countess of Northampton and 14th Baroness Ferrers of Chartley、旧姓シャーリー（Shirley）、1694年8月18日 – 1741年3月13日）は、イギリスの貴族、伯爵夫人。

## 生涯
ロバート・シャーリー（1699年没、第13代チャートリーのフェラーズ男爵ロバート・シャーリー（後の初代フェラーズ伯爵）の息子）とアン・フェラーズ（Anne Ferrers、1697年没、サー・ハンフリー・フェラーズの娘）の娘として、1694年8月19日にストーントン・ハロルドで生まれた。
1714年7月5日に兄ロバートが死去すると、タムワース城などの遺産を継承した。
1716年3月3日、第6代コンプトン男爵ジェームズ・コンプトン（1687年 – 1754年、1727年にノーサンプトン伯爵の爵位を継承）と結婚、1男3女をもうけた。
- ジェームズ（1723年7月6日 – 1739年11月28日）
- ジェーン（1749年5月8日没） - 生涯未婚
- アン（1747年3月13日没） - 生涯未婚
- シャーロット（1770年9月14日没） - 1751年12月19日、ジョージ・タウンゼンド（後の第4代タウンゼンド子爵、初代タウンゼンド侯爵）と結婚、子供あり

1717年12月25日に父方の祖父が死去すると、チャートリーのフェラーズ女男爵の爵位を継承した。
1741年3月13日に死去、21日に埋葬された。爵位の継承者が複数名（エリザベスが死去した時点では娘ジェーン、アン、シャーロットが存命）いたため、チャートリーのフェラーズ女男爵は停止状態（abeyance）になり、ジェーンとアンが相次いで死去すると停止状態が解消されシャーロットが1749年5月8日に爵位を継承した。